# Rorik de Dorestad
Rorik (latin : Roricus, Rorichus ; vieux norrois : Hrœrekr (en); c. 810 – c. 880) est un Viking danois qui a régné sur une partie de la Frise entre 841 et 873, conquérant Dorestad et Utrecht en 850. Rorik prête serment d'allégeance à Louis le Germanique en 873.

## Famille
Il a un frère nommé Harald. Harald Klak est probablement leur oncle, et Godfrid Haraldsson (en) leur cousin. L'identité de son père reste incertaine. Les sources primaires sur sa famille donnent lieu à diverses interprétations, notamment parce que des noms comme Harald se répètent dans les textes sans que l'on s'efforce de distinguer un porteur de nom d'un autre. Harald Klak a au moins trois frères : Anulo (mort en 812), Reginfried (mort en 814) et Hemming Halfdansson (mort en 837). Chacun d'entre eux pourrait être le père des jeunes Harald et Rorik. Plusieurs auteurs ont choisi Hemming pour des raisons chronologiques, estimant que Rorik était né après les années 810. Cela reste une théorie plausible, mais pas une conclusion incontestable.

## Jeunesse
Harald le Jeune est exilé du Danemark et mène des raids en Frise pendant plusieurs années. Il conclut une alliance avec Lothaire Ier, alors en conflit avec Louis le Pieux, son père. La Frise fait partie des terres de Louis et les raids ont pour but de l'affaiblir. En 841, Louis est mort et Lothaire peut accorder à Harald et Rorik plusieurs parties de la Frise. Son objectif à l'époque est d'établir la présence militaire de ses soutiens en Frise, afin de la protéger contre ses frères et rivaux, Louis le Germanique et Charles le Chauve,. Les deux Danois utilisent des îles comme base principale d'opérations, le siège de Rorik étant l'île de Wieringen, tandis que Harald opère à partir de l'île de Walcheren. Ils règnent également sur Dorestad à cette époque.
Au début des années 840, la Frise semble attirer moins de raids qu'au cours de la décennie précédente. Les pillards vikings se tournent vers la Francie occidentale et l'Angleterre anglo-saxonne. En 843, Lothaire, Louis et Charles signent le traité de Verdun, qui règle leurs différends territoriaux. Auparavant, Lothaire sollicite Rorik et Harald pour défendre la Frise contre les menaces extérieures. Avec l'élimination apparente de ces menaces, les deux Vikings cessent peut-être d'être utiles à leur suzerain. Vers 844, ils tombent tous deux « en disgrâce ». Ils sont accusés de haute trahison et emprisonnés. Les chroniques de l'époque mettent en doute cette accusation. Rorik parviendra plus tard à s'échapper, tandis qu'Harald est probablement mort en captivité.
Selon une entrée de 850 des Annales Fuldenses, « Hrørek le Nordique (latin : Roric) détenait le vicus Dorestad en tant que bénéfice avec son frère Haraldr à l'époque de l'empereur Louis le Pieux. Après la mort de l'empereur et de son frère, il fut dénoncé comme traître - à tort, dit-on - à Lothaire Ier, qui avait succédé à son père dans le royaume, et fut capturé et emprisonné. Il s'échappa et devint l'homme lige de Louis le Germanique. Après avoir séjourné quelques années chez les Saxons, voisins des Scandinaves, il rassembla une force non négligeable de Danois et commença une carrière de pirate, dévastant les côtes septentrionales du royaume de Lothaire. Il arrive à Dorestad par l'embouchure du Rhin, s'en empare et s'y maintient. L'empereur Lothaire n'ayant pu le chasser sans danger pour ses propres hommes, Hrørek fut réintégré dans la féodalité sur l'avis de ses conseillers et par l'intermédiaire de médiateurs, à condition qu'il s'acquitte fidèlement des impôts et autres questions relatives au fisc royal, et qu'il résiste aux attaques pirates des Danois. ». Les Annales de Saint-Bertin relatent également l'événement : « Hrørek (latin : Rorich), neveu de Haraldr, qui avait récemment fait défection à Lothaire, leva des armées entières de Normands avec un grand nombre de navires et dévasta la Frise, l'île de Betuwe et d'autres lieux de ce voisinage en remontant le Rhin et le Waal. Lothaire, ne pouvant l'écraser, le reçut dans son allégeance et lui accorda Dorestad et d'autres comtés». Les Annales Xantenses rapportent brièvement ce qui suit : « Hrørek le Nordique (latin : Rorik), frère du jeune Haraldr mentionné, qui avait été déshonoré plus tôt par Lothaire, s'est enfui, a exigé la restitution de Dorestad, a infligé avec fourberie beaucoup de mal aux Chrétiens.»

## Souverain de Dorestad
Après la conquête de Dorestad et Utrecht par Rorik et son cousin Godfrid Haraldsson (en) en 850, l'empereur Lothaire Ier le reconnaît comme souverain de la majeure partie de la Frise. Dorestad est depuis longtemps l'un des ports les plus prospères d'Europe du Nord. En acceptant Rorik parmi ses vassaux, Lothaire réussit à maintenir la ville dans son royaume et sa souveraineté est toujours reconnue. Par exemple, les pièces de monnaie produites par l'hôtel des monnaies local continuent à porter le nom de l'empereur. De plus, Dorestad étant déjà en déclin économique, l'abandonner à son sort ne représente pas un grand risque pour le bien-être de l'État.
L'évêque Hunger (en) d'Utrecht (en) doit s'installer à Deventer (à l'est). Plus tard, avec Godfrid, Rorik se rend au Danemark pour tenter de prendre le pouvoir pendant la guerre civile danoise de 854, sans succès. Les Annales de Saint-Bertin rapportent que « Lothaire a donné toute la Frise à son fils Lothaire [futur Lothaire II], après quoi Hrørek et Gøtrik sont retournés dans leur pays natal, le Danemark, dans l'espoir d'obtenir le pouvoir royal. ... Hrørek et Gøtrik, à qui le succès n'avait pas souri, restèrent basés à Dorestad et contrôlèrent la plus grande partie de la Frise». Godfrid n'est plus mentionné et pourrait être mort peu de temps après son retour. L'étendue de la zone de contrôle de Rorik à l'époque est incertaine. Dans Carolingian Coinage and the Vikings (2007), l'historien Simon Coupland émet une hypothèse fondée sur des sources primaires. Le contrôle exercé par Rorik sur la ville de Gendt, située sur la rive de la Waal, suggère que la rivière formait la frontière sud de la région. Le Kennemerland est également mentionné comme faisant partie de la zone de contrôle de Rorik. Des négociations ultérieures avec Louis le Germanique signifieraient probablement que le territoire sous le contrôle de Rorik partageait ses frontières orientales avec la Francie orientale. La frontière occidentale est plus obscure. Rorik et son frère contrôlaient les îles de Zélande dans les années 840. Il n'y a aucune mention ultérieure de ces îles en relation avec Rorik, ce qui pourrait signifier que le souverain de Dorestad n'en a jamais repris le contrôle.

## Expédition au Danemark
Selon les Annales Fuldenses de 857, « Hrørek le Nordique, qui régnait à Dorestad, a emmené une flotte aux frontières danoises avec l'accord de son seigneur le roi Lothaire, et avec l'accord de Hørekr, roi des Danois, lui et ses camarades ont occupé la partie du royaume qui se trouve entre la mer et l'Eider.» Cela signifie que Rorik, encouragé par Lothaire, s'est rendu au Danemark et a forcé le roi Horik II à reconnaître son autorité sur une zone importante. L'Eider marquait autrefois la frontière entre le Danemark et l'Empire carolingien. Coupland estime que la région gagnée se situait au nord ou au nord-est de la rivière et s'étendait jusqu'à Schlei, un étroit bras de mer de la Baltique. Bien que le chroniqueur ne le mentionne pas, Rorik a peut-être pris le contrôle de Hedeby, un important centre commercial de la région. L'historien considère que Hedeby aurait été un « prix précieux » pour Rorik. Il considère que la motivation de Lothaire était d'utiliser le nouveau port pour accroître le commerce entre son royaume de Lotharingie et la Scandinavie. Cependant, les Annales de Saint-Bertin font état de raids sur le territoire même de Rorik : « D'autres Danois ont pris d'assaut l'emporium appelé Dorestad et ont ravagé toute l'île de Betuwe et d'autres districts voisins. » Coupland considère que cela indique que les plans de Lothaire se sont retournés contre lui. Laissées sans surveillance, Dorestad et ses environs étaient des proies faciles pour d'autres pillards scandinaves. Même Utrecht fut mise à sac cette année-là. Les chroniqueurs francs sont muets à ce sujet, mais Rorik a probablement été rappelé en toute hâte par Lothaire pour défendre la Frise. Ses conquêtes sur les frontières danoises furent apparemment de courte durée. Elles sont mentionnées pour la première fois comme administrées par des monarques danois en 873.

## Doutes sur sa loyauté
En 863, les Annales de Saint-Bertin rapportent : « En janvier, les Danois ont remonté le Rhin en direction de Cologne, après avoir mis à sac l'emporium appelé Dorestad et une assez grande villa où les Frisons s'étaient réfugiés, après avoir tué de nombreux marchands frisons et capturé un grand nombre de personnes. Ils atteignirent ensuite une île près du fort de Neuss. Lothaire arriva et les attaqua avec ses hommes sur une rive du Rhin et les Saxons sur l'autre, et ils campèrent là jusqu'au début du mois d'avril. Les Danois suivirent alors le conseil de Hrørek et se retirèrent par le même chemin qu'ils avaient emprunté. » L'inscription indique clairement qu'un autre groupe de pillards danois a attaqué Dorestad avant de remonter vers Xanten. Cependant, une rumeur a rapidement circulé selon laquelle Rorik aurait encouragé les pillards dans leur expédition. Coupland rejette l'idée que Rorik ait pu encourager un raid dans sa propre région. Il suggère que la rumeur se fonde sur la méthode qu'il a employée pour se débarrasser des envahisseurs. Rorik aurait pu protéger son propre territoire en convainquant les Danois de remonter le fleuve, les laissant ainsi devenir les problèmes d'autres souverains. Coupland note que ce n'est pas un cas unique au IXe siècle. Le siège de Paris de 885 sous Sigfred et Rollon ne s'est pas terminé par un anéantissement mutuel. Charles le Gros avait simplement permis à Rollon d'aller piller la Bourgogne.
La rumeur de l'apparente déloyauté de Rorik incite Hincmar, archevêque de Reims, à écrire deux lettres, l'une à Hunger et l'autre à Rorik. L'évêque Hunger est chargé d'imposer à Rorik une pénitence appropriée si la rumeur s'avérait vraie. Hincmar demande également à Rorik de ne pas abriter Baudouin Ier de Flandre, qui s'est enfui avec la fille du roi, Judith. Il ressort de ces lettres que Rorik s'était récemment converti au christianisme et avait été baptisé. Flodoard résume le contenu des deux lettres, la première « À l'évêque Hunger au sujet de l'excommunication de Baudouin, qui a volé la veuve Judith, la fille du roi, pour en faire sa femme, ce qui lui a valu d'être excommunié par l'évêque. Il recommande également à Hunger de persuader Hrørek, le Normand récemment converti à la foi chrétienne, de ne pas accueillir ni protéger Baudouin. Et aussi, si d'autres normands, avec son consentement, comme on l'a dit, ont fait des raids dans le royaume après sa conversion, il devrait être corrigé avec une punition appropriée », l'autre « A Hrørek le normand, qui a été converti à la foi chrétienne, afin qu'il puisse toujours bénéficier [faire] la volonté de Dieu et exercer ses ordres. Comme il l'avait entendu dire par beaucoup, personne ne devait le persuader d'agir contre les chrétiens en lui donnant des conseils ou en l'aidant à agir en faveur des païens. Sinon, il n'aurait pas été avantageux pour lui de recevoir le baptême chrétien, car il aurait lui-même ou par l'intermédiaire d'autres personnes planifié des affaires perverses ou hostiles, et ainsi de suite. C'est pourquoi il lui a été expliqué, de manière épiscopale, le danger qui se cachait dans une telle machination. Il lui fut également recommandé de ne pas accueillir Baudouin, excommunié par l'esprit de Dieu, pour lequel le saint canon fut rédigé par l'autorité épiscopale, parce qu'il avait volé la fille du roi pour en faire sa femme. Et il ne devait permettre ni consolation ni refuge de sa part. Il ne faut donc pas que lui et ses hommes s'impliquent dans ses péchés et son excommunication et se condamnent eux-mêmes. Mais il devait veiller à se présenter de telle sorte qu'il puisse bénéficier des prières des saints. »
Coupland trouve le contenu des lettres particulièrement révélateur. Rorik avait apparemment obtenu le contrôle de Dorestad à deux reprises et bien avant sa conversion au christianisme au début des années 860. Le fait qu'Hincmar et Hunger aient dû convaincre Rorik de ne pas donner refuge à un ennemi déclaré de Charles le Chauve signifierait que Rorik jouissait d'une « certaine indépendance politique » par rapport aux différentes cours carolingiennes de l'époque. Coupland note que son contemporain Sedulius Scottus appelle Rorik « roi » (latin : Rex), tout en notant que cette référence a été interprétée comme désignant un autre souverain contemporain, Rhodri le Grand du royaume de Gwynedd. Une hagiographie d'Adalbert d'Egmond, écrite à la fin du Xe siècle, mentionne un miracle du saint à l'époque de « Roric le roi barbare » (latin : Roricus barbarorum rex).

## Fin de règne
En 867, les Cokingi se révoltent localement et Rorik est chassé de Frise. Les Annales de Saint-Bertin rapportent que Lothaire II « convoqua l'armée de tout son royaume pour défendre la patrie, comme il l'expliqua, contre les Normands, car il s'attendait à ce que Hrørek, que les populations locales, le nouveau nom pour eux est Cokings, avaient chassé de Frise, revienne en amenant quelques Danois pour l'aider. » Coupland note que l'identité des Cokingi est incertaine. La nature de la perte de pouvoir de Rorik est également incertaine. Rorik aurait pu ne perdre le contrôle que d'une partie de son royaume ou le reprendre assez rapidement. En effet, il est mentionné à nouveau en 870, toujours en Frise.
Lothaire II meurt le 8 août 869. La Lotharingie est revendiquée par ses oncles, Louis le Germanique et Charles le Chauve. En 870, les deux hommes concluent un accord par le traité de Meerssen, qui répartit la Lotharingie entre eux. Les Annales de Saint-Bertin rapportent que Charles le Chauve « se rendit au palais de Nimègue pour s'entretenir avec le Normand Hrørek, qu'il se lia à lui par un traité. » Coupland considère que les pourparlers ont eu lieu entre un dirigeant et une « figure locale de premier plan » d'une région nouvellement annexée. Charles s'est assuré sa loyauté et la reconnaissance de sa souveraineté, Rorik a gardé le contrôle de sa région. Il s'agit du même type d'accord que Lothaire Ier et Lothaire II ont passé avec lui.
Charles et Rorik semblent avoir repris les négociations en 872, selon deux entrées distinctes des Annales de Saint-Bertin : « Le 20 janvier, il [Charles le Chauve] quitta Compendio et se rendit au monastère de [nom manquant dans les manuscrits conservés] pour s'entretenir avec les Norvégiens Hrørek et Hróðulfr". ... "En octobre, il [Charles le Chauve] descendit la Meuse en bateau jusqu'à Maastricht et s'entretint avec les Norvégiens Hrørek et Hróðulfr qui avaient remonté le fleuve pour le rencontrer. Il accueillit gracieusement Hrørek, qui s'était montré loyal envers lui, mais renvoya Hróðulfr les mains vides, parce qu'il avait comploté des actes de trahison et qu'il avait formulé des exigences trop élevées. Charles prépara ses hommes fidèles à se défendre contre les attaques perfides de Hróðulfr. Puis il retourna par Attigny à l'abbaye de Saint-Médard, où il [Charles] passa Noël. » Le "Hróðulfr" du texte est Rodulf Haraldsson (en), un neveu présumé de Rorik. Les Annales Xantenses le mentionnent comme nepos de Rorik qui signifie généralement « neveu ». Toutefois, comme dans le terme « Cardinal-neveu » (latin : cardinalis nepos); le terme peut également avoir le sens de « relatif » sans préciser la relation. Coupland suggère que le monastère mentionné était celui de Moustier-sur-Sambre, dans l'actuelle province de Namur en Belgique, près des anciennes frontières de la Lotharingie. La raison et la nature de ces négociations sont obscures.
En 873, Rorik prête serment d'allégeance à Louis, et c'est la dernière fois que l'on entend parler de lui. Les Annales Xantenses rapportent ce qui suit : « De même vint à lui [Louis] Hrørek, le fiel de la Chrétienté, mais de nombreux otages furent remis dans les navires et il devint sujet du roi et fut tenu par un serment de garder une ferme loyauté. » Coupland note que Rorik possédait des terres des deux côtés de la frontière entre les royaumes de Charles et de Louis, ce qui signifie qu'il devait fidélité à ces deux royaumes, ce qui le place dans une « position peu enviable. »

## Mort
Rorik meurt avant 882, date à laquelle ses terres sont cédées à Godfred. Selon les Annales de Saint-Bertin : « Charles, qui avait le titre d'empereur, marcha contre les Norvégiens avec une grande armée et s'avança jusqu'à leur fortification. Mais une fois arrivé là, son courage l'abandonna. Grâce à l'intervention de certains hommes, il parvint à conclure un accord avec Gøtrik et ses hommes aux conditions suivantes : Gøtrik serait baptisé et recevrait ensuite la Frise et les autres régions détenues par Hrørek. » Dorestad connaît un déclin économique tout au long de son règne, les marchands émigrant vers des villes moins exposées aux combats incessants, comme Deventer et Tiel. Ces deux dernières se développent en « villes marchandes » à l'époque.
Coupland considère Rorik comme « le plus puissant et le plus influent de tous les Danois attirés par le milieu carolingien » du IXe siècle. Il note que quatre monarques carolingiens (Lothaire Ier, Lothaire II, Charles le Chauve, Louis le Germanique) ont accepté sa présence en Frise et son maintien à leur service en tant que vassal. Les chroniques franques de l'époque n'ont guère formulé de critiques à son encontre. Même Hincmar ne l'accuse pas ouvertement et attend de lui qu'il accepte la pénitence comme un bon chrétien, ce qui indique que les Francs ont cessé de le considérer comme un élément étranger à leur royaume et considèrent Rorik comme l'un des leurs. L'historien note également qu'il n'y a que deux raids enregistrés dans sa région en 23 années de règne connues, ce qui témoigne de son efficacité en matière de défense à une époque de turbulences.

## Rorik et Rurik
De nombreux érudits ont identifié Rorik avec Riourik, le fondateur de la dynastie des Riourikides. Cette suggestion se fonde sur la disparition de Rorik dans les chroniques franques au cours des années 860, ce qui concorde avec l'apparition de Rurik à Novgorod en 862, mais n'est pas compatible avec le fait qu'il y soit resté au pouvoir jusqu'en 879.
La première identification à cet effet a été faite par Hermann Hollmann en 1816. Il a souligné l'importance de la localité de Rüstringen, en Basse-Saxe, comme origine possible de Riourik. En 1836, Friedrich Kruse (de) a également soutenu ce point de vue,,. L'hypothèse a été fortement relancée par N. T. Belyaev en 1929.
Une telle identification n'est pas concluante et ne semble pas être soutenue par la majorité des spécialistes. Pourtant, un certain nombre d'éminents universitaires russes, tels que A. N. Kirpichnikov, Boris Rybakov, Dmitry Machinsky (ru) et Igor Dubov (ru), ont soutenu cette identification dans une certaine mesure,,.